# Marie-José Van Hee
Marie-José Van Hee, née le 21 mai 1950 à Gand, est une architecte, designer de meubles et enseignante belge. En 2017, elle reçoit la British International Fellowship du Royal Institute of British Architects (RIBA) pour ses contributions à l'architecture.

## Biographie
Marie-José Van Hee est née le 21 mai 1950 à Gand. Elle grandit à Bachten-Maria-Leerne, un quartier de Deinze, en Flandre-Orientale.

### Études et carrière
Marie-José Van Hee étudie l'architecture à l'Institut supérieur d'architecture Sint-Lucas (nl) à Gand.
Elle fait partie, avec Paul Robbrecht , Marc Dubois, Jan Maenhout, Luc Devos, Francis Glorieux et Martin Herman, de la «Génération de 1974», un groupe d'architectes diplômés de l'Institut supérieur d'architecture de Sint-Lucas en 1974 et qui est en faveur de la logique autonome de l'architecture et ses relation avec l'art et l'artisanat.  Elle fait également partie des "Silencieux", avec Robbrecht & Daem (nl), Marc Dubois et Christian Kieckens, un groupe de cinq architectes gantois qui répondent au début des années 1970 aux idéaux sociaux défaillants des années 1960 en affinant leur technique de conception vers une approche plus introspective.
Elle rédige sa thèse sur les jardins, l'importance de la nature et les liens entre environnement et architecture. 
Après ses études, elle voyage pendant un certain temps au Danemark, en Suède, à Los Angeles et en Italie, après quoi elle commence à travailler pour l'architecte paysagiste Paul Deroose (nl). En raison de la crise économique, il n'y a pas beaucoup de travail dans le secteur de la construction à cette époque. 
Entre 1976 et 1986, Marie-José Van Hee travaille en indépendante pour le cabinet de conseil multidisciplinaire Groep Planning à Bruges.  
Elle est impliquée, entre autres, dans la rénovation du Concert Noble à Bruxelles. De 1986 à 1990, elle collabore avec Johan Van Dessel sous le nom de V.D.V.H., puis elle fonde en 1990 son propre cabinet d'architectes Marie-José Van Hee Architecten à Gand. Depuis sa création, le bureau travaille en étroite collaboration avec Robbrecht & Daem architecten, l'agence de Paul Robbrecht et Hilde Daem, avec qui elle partage un bureau dans la Lieremanstraat à Gand,.  L'hôtel de ville Emile Braunplein à Gand est un exemple important de la collaboration entre les trois architectes.
Depuis 1975, Marie-José Van Hee signe une œuvre architecturale singulière, composée principalement de maisons. En 1999, elle est nommée pour le prix Mies van der Rohe d'architecture européenne pour la maison Van Hee.   
De 1991 à 2015, Marie-José Van Hee est chargée de cours au département d'architecture de l'Institut supérieur Sint-Lucas de Gand.  De 2016 à 2017, elle enseigne en tant que conférencière invitée à l' ETH Zurich et, entre 2016 et 2019, est affiliée à la Faculté d'architecture Sir John Cass de l'Université métropolitaine de Londres en tant qu'examinatrice externe.
Parallèlement, elle donne des conférences dans toute la Belgique, aux Pays - Bas et en Suisse,.

### Style architectural
Tout au long de sa carrière, Marie-José Van Hee choisit de concentrer son attention sur le façonnement de l'espace architectural belge, plutôt que de rechercher une reconnaissance internationale. Son œuvre comprend un large éventail de typologies différentes, mais se compose principalement de maisons et de rénovations en Belgique, plus particulièrement dans et autour de Gand.   
Son travail se concentre sur la perception spatiale et sensorielle de l'architecture, avec une attention particulière au seuil comme point de transition entre la sphère privée et publique, entre l'intérieur et l'extérieur, et entre les zones de jour et de nuit.  Ses créations visent à ré-assembler les éléments de base de l'architecture. Marie-José Van Hee met l'accent sur le caractère et l'échelle des espaces pour créer une architecture sereine et conviviale qui doit être expérimentée pour révéler sa subtilité et son essence. Elle attache aussi une attention particulière à l'emplacement de ses bâtiments dans le contexte local et donne un rôle important à la nature dans ses maisons privées,
L'architecte incorpore souvent des cours ouvertes et des patios dans ses créations. Celles-ci forment une base organisationnelle et multi-fonctionnelle pour son architecture, dans laquelle l'intimité est préservée sans conduire à un isolement complet du monde extérieur.   La cour ouverte préserve l'intimité sans se fermer du monde extérieur.Elle s'inspire, entre autres, des œuvres de Luis Barragán et Dom Hans van der Laan. 
Marie-José Van Hee préfère la conception à main levée, car les possibilités limitées des ordinateurs entravent la créativité.  

### Œuvre
Depuis l'obtention de son diplôme en 1974, Marie-José Van Hee collabore à divers projets, récompensés par des prix d'architecture et des nominations de renom. Les collaborations vont de petits projets tels que la maison De Causmaecker (maison privée et pharmacie) à Lokeren, réalisée en 2001, à de plus grands projets tels que le réaménagement de l'ancienne caserne de pompiers et de l' Académie royale des beaux-arts de Gand.  
Avec Paul Robbrecht et Hilde Daem, elle travaille sur des projets d'aménagement de l'espace public : la place Léopold De Wael à Anvers, le réaménagement du centre-ville de Deinze et des rives de la Lys en 2012 et, peut-être le plus célèbre, la Halle et les places du centre-ville de Gand . Les architectes Marie-José Van Hee et le bureau Robbrecht Daem architecten sont installés sous le même toit depuis 2009 dans un dépôt de stockage de bois à Gand, dont ils ont conçu le réaménagement.

### Résidence Van Hee, Gand (1990-1997)
Sa propre maison a été discutée dans de nombreuses publications et nommée pour divers prix. La maison est située dans un quartier résidentiel densément construit du centre-ville de Gand. Un volume de bâtiment en forme de L se niche autour d'un patio avec une galerie couverte. La façade grise, sobre mais excentrique, s'intègre parfaitement dans la scène de rue. Les fenêtres surélevées ne permettent pas de voir, mais éclairent la rue la nuit. De plus, la corniche profonde prolonge la hauteur des maisons adjacentes et réduit la fenêtre de la bande à une bande de lumière. Au-delà du mur arrière du jardin, la maison révèle un autre secret: le vrai jardin plein de fruits, légumes, fleurs et herbes comme un opposé naturel du patio latin. 

### Design intérieur
En 2017, Marie-José Van Hee présente sa première collection de meubles. La simplicité, la sobriété qui prédominent dans ses conceptions architecturales sont également des fils conducteurs à travers ses meubles. L'utilisation des matières et des couleurs, ainsi que les proportions, sont soigneusement pensées, le mobilier est réduit à l'essentiel et intégré dans l'architecture. En général, le mobilier est intégré à l’architecture : dans sa philosophie spartiate de l’habitat, les meubles indépendants sont rares. Les vestiaires sont placés sous les escaliers, un mur devient une bibliothèque. 
Les meubles individuels existent indépendamment de l'architecture et peuvent être transmis de génération en génération. Ils ne sont pas intrinsèquement liés à une conception et ne nuisent pas à l'espace existant, l'incidence de la lumière ou les perspectives. Avec un souci du détail, une austérité extrême et des nœuds de construction intelligents, ils peuvent être utilisés de manière flexible. En combinant différentes fonctions dans un seul meuble, l'espace de vie est utilisé au maximum.
Les origines de ses créations remontent souvent à sa jeunesse. C'est ainsi que le concept du «canapé-lit», un des rares meubles indépendants de sa collection, trouve son origine lorsque, jeune, elle place deux lits ensemble et attache les pieds pour éviter qu'ils ne glissent.  
D'autres exemples de sa collection en édition limitée sont la «table de service» et la «table de travail domestique». La collection se compose de 3 articles, en 7 exemplaires chacun, fabriqués à la main en Belgique.
Depuis 2010, Marie-José Van Hee collabore également avec les designers Marie Mees et Cathérine Biasino, qui partagent sa vision de l'artisanat, l'utilisation brute et naturelle des matériaux, la tactilité et l'utilisation subtile de la couleur. Sa nouvelle maison à Zuidzande, entièrement équipée de textiles, est le fruit de leur première collaboration. Les textures sont examinées en étroite relation avec leur utilisation dans la structure. En 2017, la galerie Maniera présente une exposition de leur collection,.
En 2016, elle participe  avec le groupe des cinq architectes de Gand,à l'exposition Een meubel is ook een huis au Design Museum de Gand .  «Un meuble est aussi une maison» tente d'interpréter la relation entre l'architecture, l'art, l'intérieur, la conception de meubles et l'artisanat.

## Expositions (mobilier)
- Édition limitée (en collaboration avec Frank Ternier (LABT))[réf. nécessaire]
- 2018 : Maniera 16. Marie-José Van Hee I.C.W., Maries Mees & Cathérine Biasino, Maniera, Bruxelles[14]
- 2016 : Een meubel is ook een huis, Design Museum Gent[15]

## Prix et nominations
- 1993 : Prix provincial d'architecture. Maison, bureau et entrepôt Van Hee - Coppens, Deinze
- 1994 : création d'entreprise Trends 1994, nomination. Maison, bureau et entrepôt Van Hee - Coppens, Deinze
- 1997 : Prix biennal de la culture d'architecture de la Communauté flamande, avec Robbrecht & Daem[16]
- 1999 : Nomination au 6e Prix de l'Union européenne d'architecture contemporaine - Prix Mies van der Rohe, Huis Van Hee, Barcelone
- 2003 : Prix provincial d'architecture pour la maison Van Leemput - Oosterlinck, Wetteren
- 2008 : Académie royale des sciences et arts de Barcelone, adhésion
- 2009 : Prix de l'espace public 2009 pour la rénovation du centre-ville de Gand, avec Robbrecht & Daem
- 2012 : Participation à la 13e Biennale d'architecture de Venise à l'invitation de Sir David Chipperfield - avec Robbrecht & Daem, Christina Iglesias et Maarten Vanden Abeele[17]
- 2013 : 
  - Finaliste du Prix de l'Union européenne pour l'architecture contemporaine Mies van der Rohe avec Paul Robbrecht et Hilde Daem pour la Halle de Gand
  - Prix du  Bouwmeester pour la Halle de Gand avec Robbrecht & Daem[18]
  - Prix provincial d'architecture du Brabant flamand, Maison Van Aelten - Oosterlinck
  - Prix Abe Bonnema 2013, nomination et présélection, Woning HdF, Leeuwarden
  - Prix Belge d'Architecture, pour la Halle de Gand avec Robbrecht & Daem[18]
- 2014 : AR House Awards ,médaille d'argent pour 2014, Woning HdF Huis Van Aelten - Oosterlinck
- 2017 : Honorary Fellowship. Institut royal des architectes britanniques (RIBA) [19]
- 2018 : Participation à la 16e Biennale d'architecture de Venise à l'invitation des commissaires Yvonne Farrell et Shelley McNamara[20]

## Œuvres (sélection)

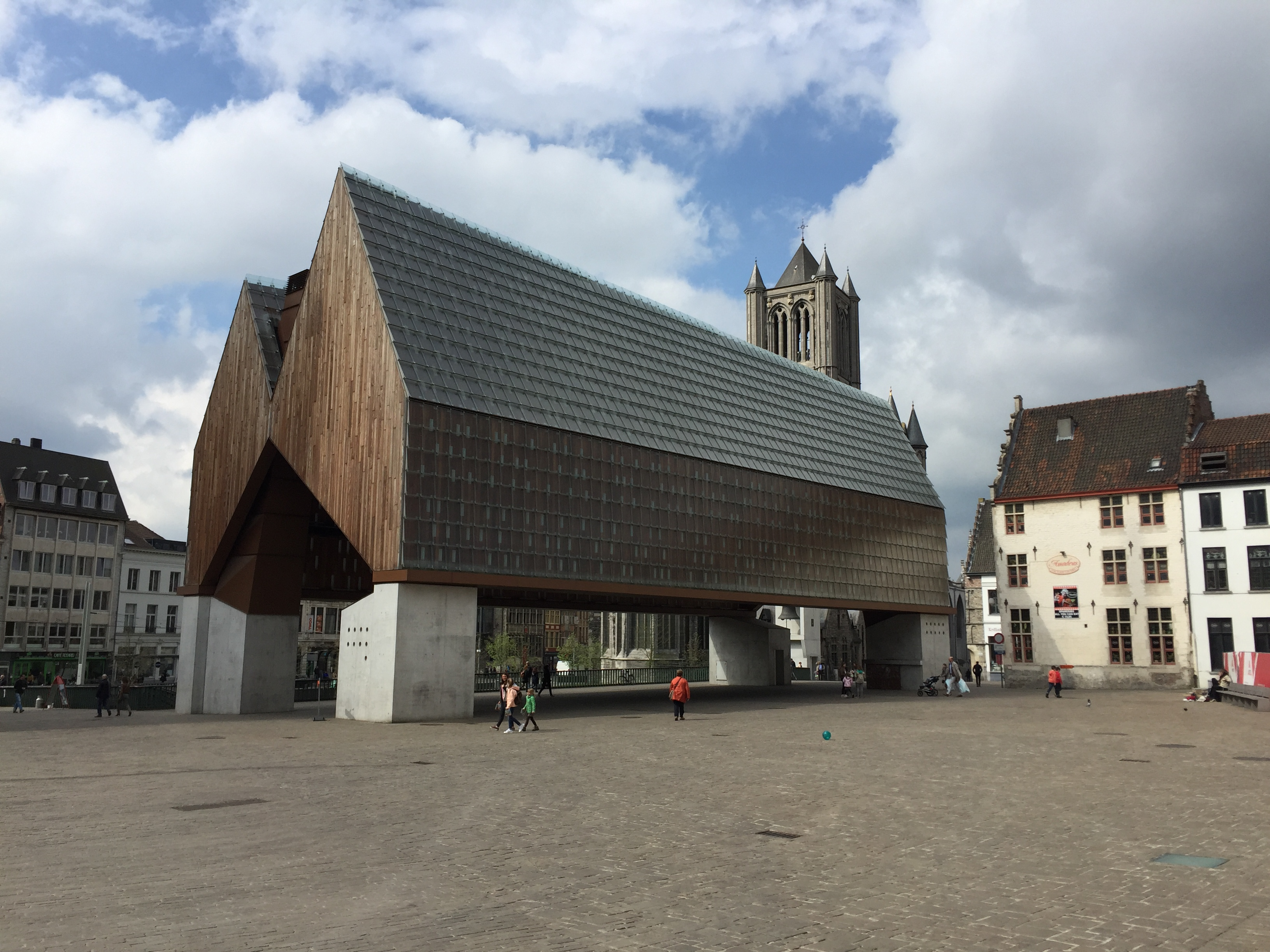
Extérieur de la halle municipale de Gand, en collaboration avec Robbrecht & Daem

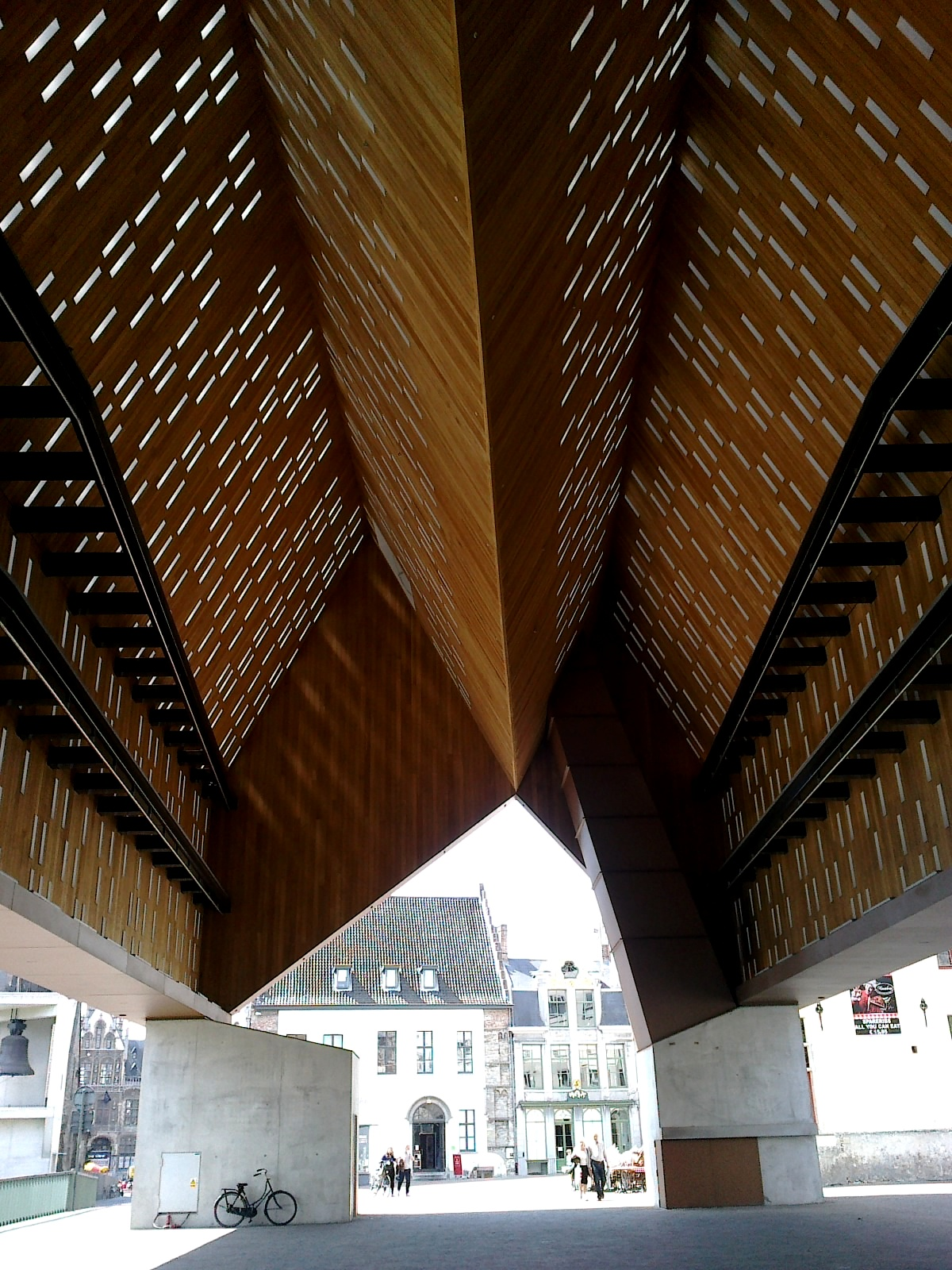
Intérieur de la halle municipale de Gand

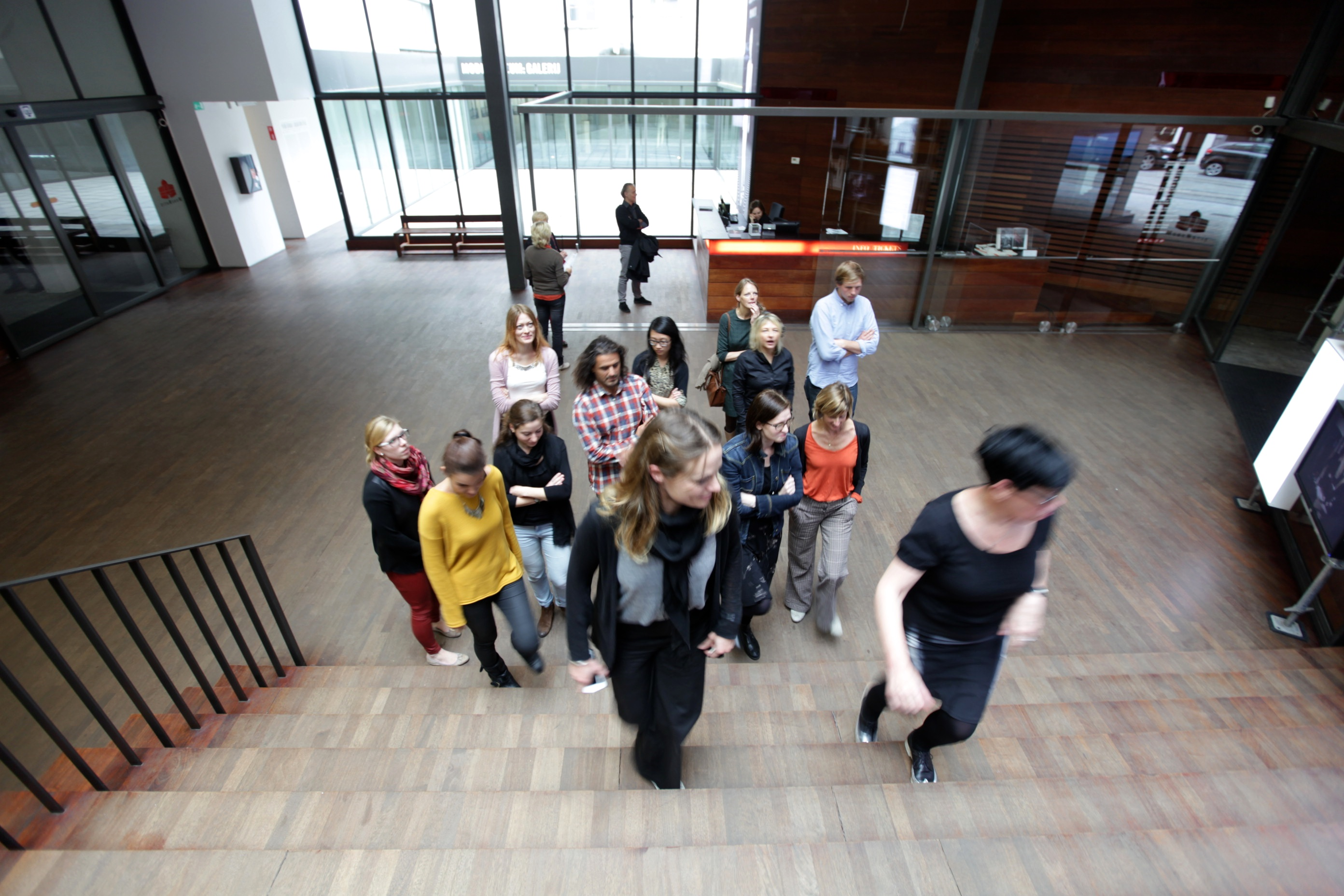
Entrée du MoMu Antwerpen (2009)

- 1977 : Maison Van Hee - Coppens, Deinze
- 1978 : Maison Bruinjé, Wachtebeke
- 1982 : Cabine électrique pour la ville de Gand[21]
- 1986 : Maison Derks-Lowie, Gand[22]
- 1992 : Hollain caserne, logements sociaux pour la ville de Gand
- 1993 : Maison, bureau et entrepôt Van Hee - Coppens à Deinze (Prix provincial d'architecture de Flandre orientale)
- 1993 : Pharmacie et résidence De Causmaecker-Bouckaert, Lokeren
- 1983-1999 : Maisons d'habitation et espaces de travail à Gand, Wemmel et Roulers , entre autres
- 1990 : Maison Van Hee - Adriaens
- 1999 : Réaménagement de la maison Devos, Heusden
- 2000 : Rénovation de la maison Steel, Gand
- 2001 : 
  - Rénovation de la maison Louis - Manigart, La Pinte
  - Maison De Keersmaecker - Tollebeek, Saint-Amands
  - Maison Verstraete - Vandewalle, Rumbeke
- 2002 : 
  - Rénovation de la maison Sierens - Debouck, Gand
  - Rénovation Hôtel Central, ModeNatie, Anvers[23]
  - Projet de logement du concours 'Schaafstraat', Anvers
- 2003 : Bureau et appartement Bailleul, Gand[24]
- 2007 : 
  - Maison familiale, Zuidzande
  - Maison Vandewalle - Vandamme, Gand
  - Maison Muskala - Van Hee, Bachten - Maria - Leerne
  - Résidence VD, Gand[25]
  - Maison Vandewalle - Vandamme, Gand
- 2008 : 
  - Maison Degryse - Gunst, Torhout
  - Réaménagement de la maison et du bureau Vandendriessche - Decru, Gand
- 2009 : 
  - Maison Pijpaert - Aers, Audenarde
  - Maison Braeckman - De Rijcke, Gavere
  - Réaménagement de la maison Kongs, Gand
  - House Van Gysel - Cordes, Kallo
- 2010 : 
  - Maison unifamiliale à Opwijk[26]
  - Maison Coppens - Cocquyt, Landegem
  - Agrandissement de la maison Leroux - Van Der Hauwaert, Gand[27]
  - Réaménagement de la maison Willems - Van Gils, Ravels
- 2012 : 
  - Appartements Academiestraat en collaboration avec Robbrecht et Daem (plan directeur), Gand
  - Halle et place centrale à Gand avec Robbrecht et Daem [28]
- 2014 : 
  - Réaménagement de la maison Declercq, Hansbeke
  - Maison HL, Argentario, Italie